# Nebraska Danger
I Colorado sono una franchigia professionistica di football americano indoor con sede a Grand Island (Nebraska), che gioca nella Indoor Football League. I Danger disputano le loro gare casalinghe al Budweiser Events Center.

## Storia
I Nebraska Danger furono fondati nel 2010 e presero parte al loro primo campionato nella Indoor Football League nell'annata successiva, vincendo però solamente 3 partite a fronte di 11 sconfitte. Alla fine dell'anno i tifosi dei Danger furono eletti i migliori della lega. Nell'anno successivo il record migliorò passando a 5 vittorie e 9 sconfitte, non qualificandosi tuttavia per i playoff. Nel 2013, i Danger furono nominati franchigia della IFL dell'anno. Il general manager Mike McCoy fu nominato dirigente dell'anno e il quarterback Jameel Sewell fu premiato come miglior giocatore dell'anno e come giocatore offensivo dell'anno.

## Stagioni
| Anno                  | V                     | S                     | P                     | Classifica            | Playoff                     |
| Nebraska Danger (IFL) | Nebraska Danger (IFL) | Nebraska Danger (IFL) | Nebraska Danger (IFL) | Nebraska Danger (IFL) | Nebraska Danger (IFL)       |
| --------------------- | --------------------- | --------------------- | --------------------- | --------------------- | --------------------------- |
| 2011                  | 3                     | 11                    | 0                     | 4a Great Plains       | --                          |
| 2012                  | 5                     | 9                     | 0                     | 6a Intense Conference | --                          |
| 2013                  | 10                    | 4                     | 0                     | 1a Intense Conference | Campioni Intense Conference |
| Totale                | 19                    | 25                    | 0                     | (inclusi i playoff)   | (inclusi i playoff)         |